# Gara Caransebeș
Gara Caransebeș este o stație de cale ferată care deservește municipiul Caransebeș, România. De la Gara Caransebeș înainte mergeau trenurile pe linia feroviară Magistrala CFR 211 sau Magistrala CFR 917
Format:Lista stațiilor de pe Magistrala CFR 915
Format:Lista stațiilor de pe Magistrala CFR 917